# Microaerófilo
Os microrganismos naturalmente precisam de "ar" com características diferentes. Uns precisam mais de oxigênio, outros de dióxido de carbono.
De acordo com a quantidade de oxigênio que necessitam os microrganismos podem ser divididos em 4 grupos:
-Aeróbios 
São os microrganismos que necessitam de oxigênio para crescer.
-Facultativos 
São microrganismos que tanto crescem na presença de oxigênio como na ausência do mesmo(anaerobiose)
-Anaeróbios 
São microrganismos que não crescem em presença do ar e podem ser mortos pelo oxigênio.
-Microaerófilos
São organismos que crescem em meios com quantidade de oxigênio muito pequenas, mas em meios com quantidades de oxigênio normal não conseguem crescer. Não toleram o oxigênio ambiente.
"Poucas bactérias são denominadas microaerófilos. Elas são aeróbicas necessitando de oxigênio. No entanto, são capazes de crescer somente em concentrações de oxigênio inferiores àquelas encontradas no ar. Quando colocadas para crescer em um tubo contendo meio de cultura sólido se multiplicam somente em locais em que existem baixas concentrações de oxigênio (no fundo do tudo, pois o oxigênio teve dificuldade de se difundir). Elas não crescem na superfície do meio de cultura ou em locais contendo concentrações menores de oxigênio daquelas consideradas como sua zona adequada de oxigênio. Esta tolerância bastante limitada ocorre provavelmente devido à sua sensibilidade aos radicais superóxidos ou peróxidos, que são produzidos em concentrações letais quando em condições de altas concentrações de oxigênio." 

Habitat típico: água de lagos
Exemplo: Spirillum volutans